# Стратола (Авелино)
Стратола је насеље у Италији у округу Авелино, региону Кампанија.
Према процени из 2011. у насељу је живело 11 становника. Насеље се налази на надморској висини од 621 м.